# Hrabstwo Lake (Oregon)
Hrabstwo Lake (ang. Lake County) – hrabstwo w stanie Oregon w Stanach Zjednoczonych. Obszar całkowity hrabstwa obejmuje powierzchnię 8358,47 mil² (21 648,34 km²). Według szacunków United States Census Bureau w roku 2009 miało 7089 mieszkańców.
Hrabstwo powstało w 1874 roku. 

## Miasta[4]
- Lakeview
- Paisley

## CDP[4]
- New Pine Creek
- Plush
- Silver Lake